# Język korku
Język korku – język austroazjatycki z grupy munda, używany przez około 570 tys. osób w centralnych Indiach, głównie w na pograniczu stanów Maharashtra i Madhya Pradesh. Zapisywany jest pismem dewanagari.